# José González-Sama García
José González-Sama García (Sama, 5 d'abril de 1916 - Madrid, 16 de febrer de 1986) a ser un polític espanyol. Durant la Dictadura franquista va exercir el càrrec de governador civil a les províncies de Tarragona, Pontevedra i Saragossa.

## Biografia
Nascut a la localitat asturiana de Sama, en 1916, es va llicenciar en dret. Durant la Guerra civil va lluitar enquadrat en la columna «gallega» que va aixecar el setge d'Oviedo, combatent després en diverses banderes de Falange.
Després de la instauració de la Dictadura franquista ocuparia diversos càrrecs en la Subsecretaria d'Ordenació Social i va arribar a ser Secretari nacional d'Informació de FET y de las JONS. També formà part de la Junta nacional de la «Vieja Guardia». Amb posterioritat va exercir el càrrec de governador civil a les províncies de Tarragona, Pontevedra Saragossa, així com cap provincial de FET y de las JONS en les citades províncies. Va combinar aquests càrrecs amb el de procurador a les Corts franquistes, entre 1946 i 1967, i com a membre del Consell Nacional del Movimiento.
Va morir a Madrid el 16 de febrer de 1986.